# Friedrich von Hutten (Rittmeister)
Friedrich Carl Joseph Freiherr von Hutten, auch von Hutten zum Stolzenberg (* 2. August 1794 in
Klingenberg am Main; † 16. Juni 1876 ebenda) war ein deutscher Rittmeister, Gutsbesitzer, Kammerherr und Mitglied der kurhessischen Ständeversammlung.

## Leben

### Herkunft und Familie
Friedrich Carl Joseph von Hutten entstammte dem fränkischen Adelsgeschlecht von Hutten und war ein Sohn des bischöflich Würzburger Hofrats und Oberamtmanns Christoph Friedrich Gottfried Adalbert Philipp Franz Lothar Ferdinand Joseph Ludwig von Hutten (1765–1830) und dessen Ehefrau Maria Anna Charlotte Freiin von Gebsattel (1771–1844).
Am 26. Juni 1819 heiratete er in Würzburg Maria Anna Freiin von Redwitz-Küps, verw. Theodor von Lamay (1792–1845). Aus der Ehe sind die Söhne Ferdinand Ulrich (1823–1871,  K. K. Österreichischer Leutnant) und Friedrich Karl August (1827–17891) hervorgegangen.
Sein älterer Bruder Ferdinand (1793–1857) war Kammerherr des Großherzogs von Toskana.

### Wirken
Er bewirtschaftete ein Gut in Romsthal im Main-Kinzig-Kreis und war Königlich Bayerischer Kammerherr und Rittmeister.
Von 1833 bis 1834 hatte er ein Mandat für den kurhessischen Landtag als Vertreter des Hanauer Adels.
Er protestierte gegen die Emanzipation der Juden ohne Entschädigung des Adels für das ausfallende Schutzgeld.